# Бункер Анелевича

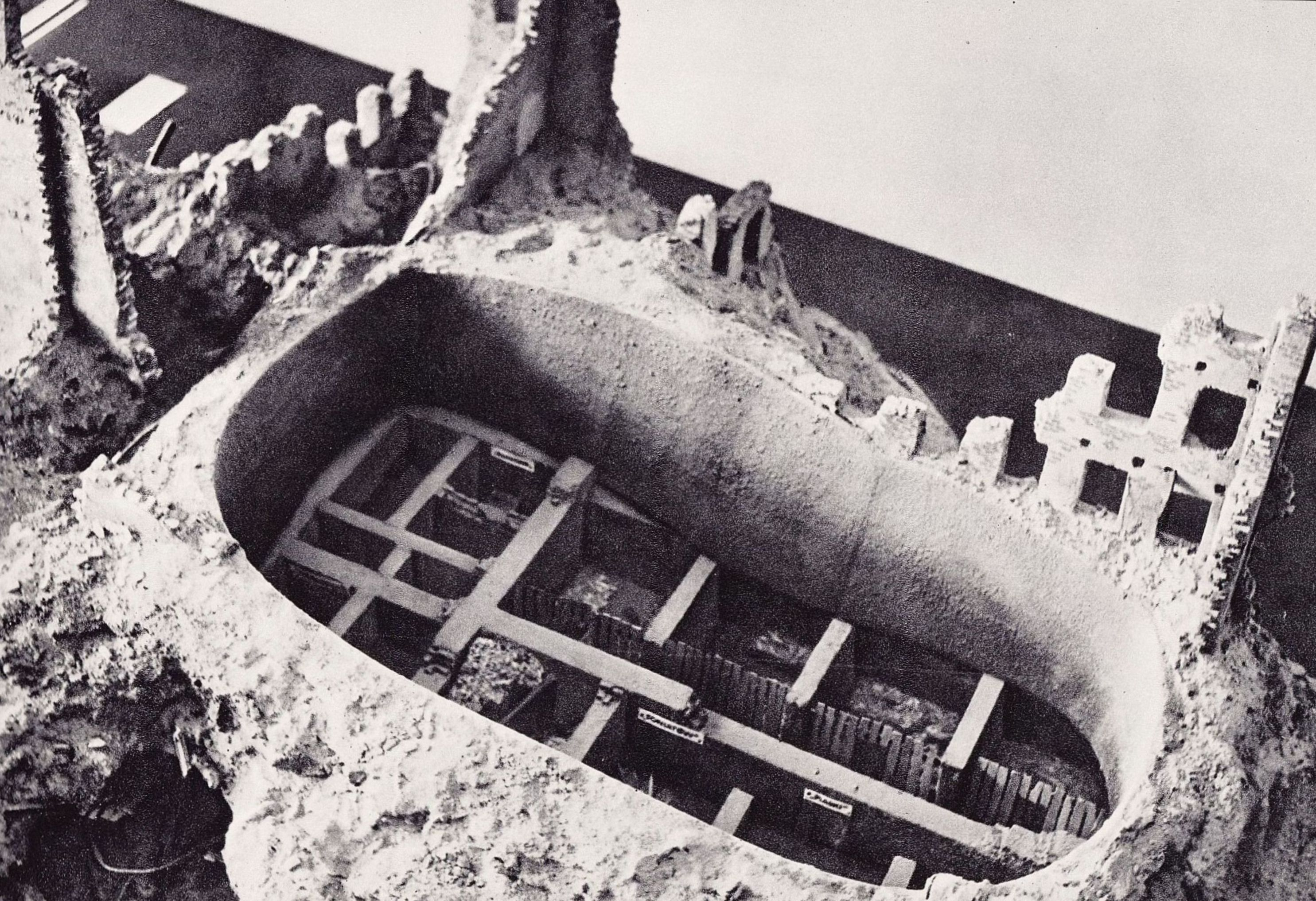
Послевоенная реконструкция бункера Анелевича

Бункер Анелевича (пол. Bunkier Anielewicza) — название памятника, находящегося в варшавском историческом районе Мурануве. В здании по адресу улица Мила, 18 во время варшавского восстания в гетто находился «схрон» (бункер), в котором располагался штаб Еврейской боевой организации. Этим штабом руководил Мордехай Анелевич, именем которого назван памятник. В настоящее время на месте этого здания располагается памятник.

## История
Схрон в здании на улице Мила, 18 был оборудован в 1943 году еврейскими контрабандистами. Члены Еврейской боевой организации случайно обнаружили этот схрон и он стал штабом этой организации.
8 мая 1943 года, когда после трёхнедельного восстания в гетто, здание окружили немцы, в нём находились около трёхсот человек. Немцы бросили в бункер слезоточивый газ, чтобы заставить повстанцев выйти из него. Мордехай Анелевич вместе со своей подругой Миррой Фухрер и десятками еврейских повстанцев совершили акт массового самоубийства, чтобы не сдаваться врагу.
После Варшавского восстания в августе 1944 года здание, в котором скрывался Мордехай Анелевич, было полностью разрушено. Следует отметить, что сегодняшняя нумерация домов по улице Мила не соответствует нумерации времён II Мировой войны.
После войны израильский премьер-министр Давид Бен-Гурион назвал это место «Масада в Варшаве». В 2008 году памятник был внесён в реестр памятников по просьбе Фонда сохранения еврейского наследия.

## Список известных подпольщиков, погибших в бункере

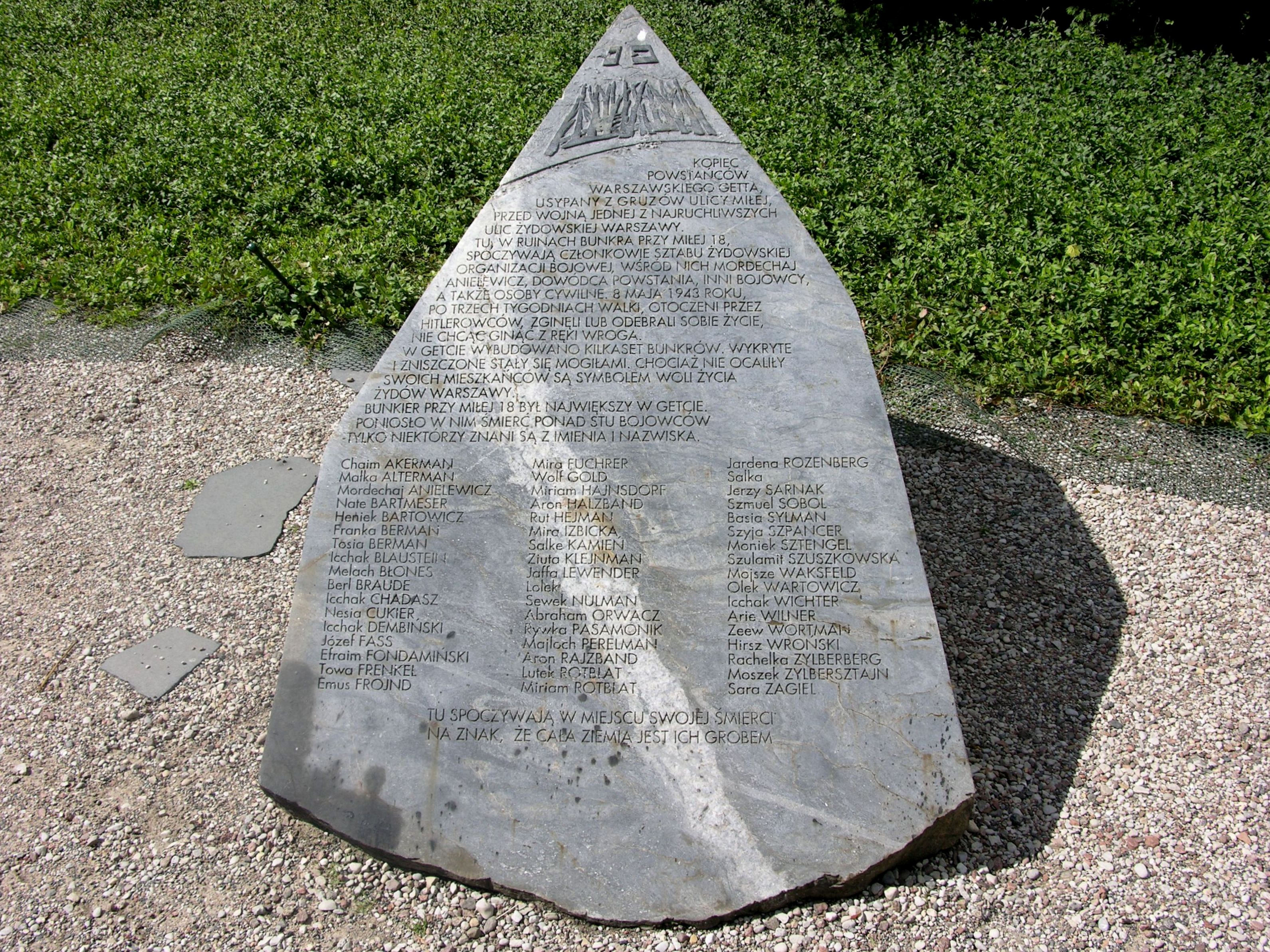
Обелиск с фамилиями погибших в бункере

- Хаим Акаерман
- Малка Алтерман
- Мордехай Анелевич
- Нат Бартмесер
- Хенек Бартович
- Франка Берман
- Тося Берман
- Ицхак Блауштейн
- Мела Блонш
- Берл Брауде
- Ицхак Хадаш
- Неся Кукер
- Ицхак Дембинский
- Йозеф Фасс
- Эфраим Фондаминский
- Това Френкель
- Эмус Фройнд
- Мира Фюхрер
- Вольф Голд
- Мириам Хайнсдорф
- Арон Халзбанд
- Рут Хейман
- Мира Избицкая
- Салке Камьен
- Зюта Клейнман
- Яффа Левендер
- Лолек (известно только имя)
- Севек Нульман
- Абрагам Орваш
- Ривка Пасамоник
- Майло Перельман
- Арон Райзбанд
- Лютек Ротблат
- Мириам Ротблат
- Ярдена Розенберг
- Салка (известно только имя)
- Ежи Сарнак
- Шмуэль Соболь
- Бася Шульман
- Шия Шпанцер
- Монек Штенгель
- Суламифь Шушковская
- Мойше Ваксфельд
- Олек Вартович
- Ицхак Вихтер
- Арье Вильнер
- Зеев Вортман
- Гирш Вронский
- Рахель Зильберберг
- Мошек Зильбертшайн
- Сара Жагель

## В культуре
Адрес бункера Мила 18 стал названием бестселлера Леона Юриса о восстании в Варшавском гетто, который был издан в 1961 году.